# I'm Not a Girl, Not Yet a Woman
"I'm Not a Girl, Not Yet a Woman" é uma canção da artista musical estadunidense Britney Spears, contida em seu terceiro álbum de estúdio Britney (2001). Foi composta e produzida por Max Martin e Rami Yacoub, com auxílio de Dido na escrita. Sua gravação decorreu no ano de 2001 nos estúdios Maratone, em Estocolmo, e Battery, em Nova Iorque. A faixa foi enviada para as rádios dos Estados Unidos em 7 de janeiro de 2002, através da Jive Records, servindo como o segundo single do material, enquanto internacionalmente foi lançado como o terceiro. Além de terem sido editadas vários remixes a partir do tema original, e promovida ainda através de disco de vinil e CD single. Liricamente, "I'm Not a Girl, Not Yet a Woman" é uma canção sobre angústias e decepções durante a puberdade, derivando musicalmente do pop rock e soft rock.
A obra recebeu análises geralmente positivas de críticos musicais, os quais prezoaram e compararam sua escrita com composições de Diane Warren. Entretanto, recebeu o Framboesa de Ouro de Pior Canção Original devido ao lançamento conjunto com o filme Crossroads (2002), da qual Spears era protagonista. Em termos comerciais a canção teve um desempenho mediano, classificando-se nas dez melhores colocações de diversos países, como Alemanha, Austrália, Irlanda, Suécia e Reino Unido. Nos Estados Unidos, atingiu a segunda colocação no periódico genérico Bubbling Under Hot 100, não conseguindo entrar na Billboard Hot 100. Sendo o segundo single da artista lançado no país a não entrar na tabela supracitada.
O videoclipe correspondente foi dirigido por Wayne Isham e filmado no mês de agosto de 2001 em locações do Arizona e Utah, como Page, Lake Powell e Glen Canyon. Lançado em 17 de dezembro na emissora MTV, e mais tarde comercializado em DVD, o trabalho retrata a intérprete cantando na beira de um penhasco e dentro de um desfiladeiro. Em divulgação à "I'm Not a Girl, Not Yet a Woman", Spears apresentou-a em diversos programas televisivos, como The Oprah Winfrey Show e Saturday Night Live, incluindo-a no repertório da turnê Dream Within a Dream Tour (2001—02).

## Antecedentes e lançamento
"I'm Not a Girl, Not Yet a Woman" é fruto de um trabalho colaborativo entre Max Martin, Rami e Dido Armstrong. As sessões de gravação decorreram nos estúdios Maratone, em Estocolmo, e Battery na cidade de Nova Iorque, em 2001. A artista declarou que a canção foi originalmente composta para a trilha sonora do filme Crossroads, da qual era protagonista. Sendo incluída em seu terceiro álbum de estúdio, Britney (2001), com objetivo de divulgar simultaneamente os dois projetos. "I'm Not a Girl, Not Yet a Woman" foi escolhido como segundo single do disco e lançado em 7 de janeiro de 2002, pela Jive Records. Vários remixes a partir do tema original foram criados por Spanish Fly e Chocolate Puma, seguidamente comercializados em disco de vinil e CD single.

## Estrutura musical e conteúdo
|                                                    | "I'm Not a Girl, Not Yet a Woman" Demonstração de 21 segundos de "I'm Not a Girl, Not Yet a Woman". |
| Problemas para escutar este arquivo? Veja a ajuda. | |

Musicalmente, "I'm Not a Girl, Not Yet a Woman" é uma balada dos gêneros pop rock e soft rock com duração total de três minutos e cinquenta e dois segundos (3:52). O seu conteúdo lírico refere-se a angústias e decepções durante a puberdade, ao qual Spears considerou-a sua faixa favorita e elogiou o envolvimento de Dido nas composições do disco; "Foi uma honra você ter trabalhado comigo. Obrigada". De acordo com a partitura publicada no Musicnotes.com pela Alfred Music Publishing, "I'm Not a Girl, Not Yet a Woman" é definida no compasso de tempo comum com um andamento moderadamente lento que se desenvolve em um metrônomo de 76 batidas por minuto. A canção é composta na tonalidade de mi bemol maior, seguindo uma progressão harmônica básica de Mi♭—Lá♭2—Fá m7—Si♭.

## Recepção crítica
Em geral, "I'm Not a Girl, Not Yet a Woman" foi recebida com opiniões positivas pelos críticos especialistas em música contemporânea. Nikki Tranker, do blogue PopMatters, escreveu que a canção "é uma power ballad onde proporciona que [a cantora] demonstre seus experientes vocais", e comparou-a favoravelmente com composições de Diane Warren. Fazendo uma resenha sobre a digressão Dream Within a Dream Tour para o periódico Daily News, Jim Farber descreveu a obra como "amável". Stephen Thomas Erlewine, do banco de dados musicais Allmusic, deu à canção uma revisão favorável, dizendo que ela juntamente com "Overprotected" e "What It's Like to Be Me" são "momentos cruciais do disco". A Rolling Stone acrescentou que o tema "representa que a artista só quer ser si mesma".
Jocelyn Vena, para o canal de televisão MTV, escreveu que "(...) enquanto as faixas 'Overprotected' e 'Let Me Be' distinguiam-se da adolescência, Spears estava pronta para ser tratada como uma adulta em 'I'm Not a Girl, Not Yet a Woman'". Na sua resenha para o portal Pink News, Nayer Nissim declarou que o desempenho vocal destaca a real conexão de Spears com a faixa. O Us Weekly reparou que a música "é um tanto brega, mas chega a ser introspectiva". Segundo uma lista publicada pela Cosmopolitan, "I'm Not a Girl, Not Yet a Woman" é a 25.ª melhor canção de Spears. Apesar da boa recepção por parte dos críticos, em 2003, o tema recebeu o Framboesa de Ouro de Pior Canção Original devido ao lançamento conjunto com o filme Crossroads (2002), da qual a artista era protagonista.

## Videoclipe

### Desenvolvimento e lançamento

Spears dentro de uma caverna durante uma cena do vídeo.

O videoclipe de "I'm Not a Girl, Not Yet a Woman" foi dirigido por Wayne Isham e gravado entre os dias 16 e 17 de agosto de 2001 em locações dos estados do Arizona e Utah, como a cidade de Page; o reservatório artificial de Lake Powell; e a Área de Recreação Nacional Glen Canyon. A trama do vídeo começa com Spears na beira de um penhasco e conforme a música é executada ela aparece em um desfiladeiro e dentro de uma caverna. Sua premissa foi idealizada por Isham, que quis mostrar Spears em um ambiente natural. Falando sobre as filmagens da produção, o diretor disse: "Estávamos na beira de um penhasco e lá foi ela, sem nenhuma proteção, não transparecendo nenhum medo. Nada além de coisas positivas a dizer sobre minha experiência com Britney. [...] No início e ao final das gravações ela transbordava uma energia muito positiva". A estreia do vídeo decorreu em 17 de dezembro pelo canal de televisão MTV, no programa Making the Video, que também transmitiu os seus bastidores. O projeto foi lançado como um DVD single em 17 de abril de 2002 no Japão. Dois anos depois foi incluído no DVD, Greatest Hits: My Prerogative, que reuniu todos os videoclipes lançados por Spears até então.

### Avaliação da crítica
O canal MTV incluiu a gravação audiovisual em sua lista anual de melhores e mais memoráveis videoclipes, enquanto a Rolling Stone apontou que o trabalho era uma "retratação da cantora em relação à sua imagem sexy da época". Kaitlin Reilly, da Bustle, elogiou o vídeo e destacou o cenário e a aparência da artista, enquanto o New York Post referiu-se ao seu conceito como simples. O colunista do Thought Catalog, Ryan O'Connell, teve uma opinião crítica, dizendo: "A balada 'I'm Not a Girl, Not Yet a Woman' é uma porcaria vinculada ao lamentável filme Crossroads. Sem surpresas, o videoclipe correspondente é tedioso". Em 2003, a obra venceu nos Prêmios Japan Gold Disc a categoria de Vídeo Musical Internacional do Ano.

## Apresentações ao vivo
Em 5 de novembro de 2001, Spears apresentou "I'm Not a Girl, Not Yet a Woman" pela primeira vez no talk show estadunidense The Rosie O'Donnell Show. No mesmo mês, em seu próprio especial transmitido pela MTV, Total Britney Live, a obra foi apresentada como a segunda faixa de seu repertório, juntamente com "I'm a Slave 4 U" e "Stronger". A colunista da Variety, Jill Feiwell, descreveu a apresentação do tema nos American Music Awards de 2002 como "espetacular". Spears interpretou-a novamente para o programa Saturday Night Live, em um medley com "Boys" durante o episódio 12 da 27.ª temporada, em 2 de maio. Dois dias depois, ela participou do The Oprah Winfrey Show. No festival musical de Sanremo, na Itália, a canção foi executada com duas vocalistas de apoio. "I'm Not a Girl, Not Yet a Woman" foi maioritariamente interpretada pela artista ao longo da turnê mundial Dream Within a Dream Tour (2001—02), tendo sido inclusa no repertório como a décima terceira faixa, com suas interpretações decorrendo antes de "Stronger" e seguida pela apresentação da banda. Nas apresentações, a intérprete sentava-se ao lado do pianista e, logo após conversava com o público.

## Alinhamento de faixas
| - CD single — Europa 1. "I'm Not a Girl, Not Yet a Woman" (versão do álbum) — 3:53 2. "I Run Away" (versão do álbum) — 4:06 - CD extra e maxi single — Austrália e Europa 1. "I'm Not a Girl, Not Yet a Woman" (versão do álbum) — 3:53 2. "I'm Not a Girl, Not Yet a Woman" (Spanish Fly Remix Radio Edit) — 3:29 3. "I'm Not a Girl, Not Yet a Woman" (Chocolate Puma Dub) — 7:37 4. "I Run Away" (versão do álbum) — 4:06 5. "Overprotected" (videoclipe) — 3:54 6. "Crossroads" (trailer) — 1:19 - CD single — Japão 1. "I'm Not a Girl, Not Yet a Woman" (versão do álbum) — 3:53 2. "I'm Not a Girl, Not Yet a Woman" (Spanish Fly Remix Radio Edit) — 3:29 3. "I'm Not a Girl, Not Yet a Woman" (Chocolate Puma Dub) — 7:37 4. "I Run Away" (versão do álbum) — 4:06 | - CD single e cassete — Reino Unido 1. "I'm Not a Girl, Not Yet a Woman" (versão do álbum) — 3:53 2. "I'm Not a Girl, Not Yet a Woman" (Spanish Fly Remix Radio Edit) — 3:29 3. "I Run Away" (versão do álbum) — 4:06 - DVD single — Japão 1. "I'm Not a Girl, Not Yet a Woman" (videoclipe) 2. "Crossroads" (prévia) 3. "Live from Las Vegas" (concerto) - Disco de vinil — Reino Unido 1. "I'm Not a Girl, Not Yet a Woman" (Spanish Fly Club Mix) — 6:03 2. "I'm Not a Girl, Not Yet a Woman" (Spanish Fly Remix Radio Edit) — 3:29 3. "I'm Not a Girl, Not Yet a Woman" (Chocolate Puma Dub) — 7:37 4. "I'm Not a Girl, Not Yet a Woman" (versão do álbum) — 3:53 |

## Créditos
Lista-se abaixo os profissionais envolvidos na elaboração de "I'm Not a Girl, Not Yet a Woman", de acordo com o encarte do álbum Britney (2001):
Locais de gravação
| - Gravada no estúdio Maratone em Estocolmo, Suécia; - Gravada no estúdio Battery em Nova Iorque, Estados Unidos; - Mixada no estúdio Maratone em Estocolmo, Suécia. |

Equipe
| - Britney Spears: vocalista principal - Dido Armstrong: composição - Max Martin: composição, produção, mixagem, vocais de apoio - Rami Yacoub: composição, produção, mixagem - Jeanette Oisson: vocais de apoio - Esbjörn Öhrwall: guitarra, piano - Tom Coyne: masterização de áudio |

## Desempenho comercial
Comercialmente, "I'm Not a Girl, Not Yet a Woman" obteve um desempenho mediano; nos Estados Unidos, a canção passou duas semanas (entre 9 e 23 de fevereiro de 2002) na segunda colocação da Bubbling Under Hot 100, e alcançou a 21.ª posição na parada pop de execuções radiofônicas, onde permaneceu por sete semanas. Enquanto, no dia 2 do mês seguinte, a música estreou no 29.º lugar na Adult Contemporary, tornando-se a segunda entrada de Spears na tabela após "Sometimes" (1999). Em geral, "I'm Not a Girl, Not Yet a Woman" é o segundo single da artista lançado no país a não entrar na Billboard Hot 100. Na Europa a faixa foi bem recebida, classificando-se nas dez melhores colocações de vários países, como Alemanha, Áustria, Irlanda, Países Baixos e Suécia. No Reino Unido, a música debutou na segunda colocação da UK Singles Chart em 7 de abril, atrás de "Unchained Melody", de Gareth Gates. Terminando o ano como a 82.ª canção mais comercializada, com a British Phonographic Industry (BPI) emitindo um certificado de prata — denotando um total de 200 mil exemplares vendidos em território britânico até 2019.
Em países da Oceania como a Austrália, "I'm Not a Girl, Not Yet a Woman" iniciou seu percurso no gráfico de canções publicado pela ARIA Charts ocupando o 7.º posto, tornando-se o sexto top 10 de Spears no país. Foi eventualmente certificado como ouro pela Australian Recording Industry Association (ARIA) em reconhecimento às 25 mil vendas. Na Nova Zelândia, iniciou seu decurso na 40.ª colocação da parada da Recording Industry Association of New Zealand (RIANZ) em 28 de abril.

### Posições nas tabelas musicais
| Tabela musical (2002)                   | Melhor posição |
| --------------------------------------- | -------------- |
| Alemanha (GfK Entertainment Charts)     | 10             |
| Austrália (ARIA)                        | 7              |
| Áustria (Ö3 Austria Top 40)             | 3              |
| Bélgica (Ultratop 50 de Flandres)       | 22             |
| Bélgica (Ultratop 50 da Valônia)        | 26             |
| Chéquia (Rádio — Top 100)               | 4              |
| Dinamarca (Hitlisten)                   | 11             |
| Escócia (OCC)                           | 2              |
| Espanha (PROMUSICAE)                    | 16             |
| Estados Unidos (Adult Contemporary)     | 29             |
| Estados Unidos (Bubbling Under Hot 100) | 2              |
| Estados Unidos (Mainstream Top 40)      | 21             |
| Europa (European Hot 100 Singles)       | 2              |
| Europa (European Radio Top 50)          | 7              |
| Finlândia (Suomen virallinen lista)     | 16             |
| França (SNEP)                           | 25             |
| Grécia (IFPI Grécia)                    | 21             |
| Irlanda (IRMA)                          | 3              |
| Itália (FIMI)                           | 16             |
| Japão (Oricon)                          | 75             |
| Nova Zelândia (Recorded Music NZ)       | 40             |
| Países Baixos (Dutch Top 40)            | 9              |
| Países Baixos (Single Top 100)          | 9              |
| Reino Unido (UK Singles Chart)          | 2              |
| Romênia (Romanian Top 100)              | 20             |
| Suécia (Sverigetopplistan)              | 4              |
| Suíça (Schweizer Hitparade)             | 16             |

| Tabela musical (2002)               | Posição |
| ----------------------------------- | ------- |
| Alemanha (GfK Entertainment Charts) | 71      |
| Austrália (ARIA)                    | 73      |
| Áustria (Ö3 Austria Top 40)         | 35      |
| Europa (European Hot 100 Singles)   | 66      |
| Europa (European Radio Top 100)     | 45      |
| Irlanda (IRMA)                      | 31      |
| Países Baixos (Single Top 100)      | 79      |
| Reino Unido (UK Singles Chart)      | 82      |
| Suécia (Sverigetopplistan)          | 40      |
| Suíça (Schweizer Hitparade)         | 91      |

| Região | Certificação | Vendas   |
| --- | ------------ | -------- |
| Austrália (ARIA)                                                                                           | Ouro         | 25,000^  |
| Reino Unido (BPI)                                                                                          | Prata        | 200,000‡ |
| ^distribuições baseadas apenas na certificação ‡vendas+dados de streaming baseados somente na certificação |              |          |

## Histórico de lançamento
| Região         | Data                    | Formato(s)                           | Gravadora | Ref.   |
| -------------- | ----------------------- | ------------------------------------ | --------- | ------ |
| Estados Unidos | 7 de janeiro de 2002    | Rádios contemporary hit              | Jive      | [ 78 ] |
| Alemanha       | 18 de fevereiro de 2002 | CD maxi single                       | BGM       | [ 34 ] |
| França         | 19 de março de 2002     | CD maxi single                       | BGM       | [ 30 ] |
| Austrália      | 1 de abril de 2002      | CD maxi single                       | BGM       | [ 33 ] |
| Reino Unido    | 1 de abril de 2002      | Disco de vinil · cassete · CD single | RCA       | [ 31 ] |
| França         | 2 de abril de 2002      | CD single                            | BGM       | [ 32 ] |
| Japão          | 3 de abril de 2002      | CD single                            | BGM       | [ 35 ] |
| Japão          | 17 de abril de 2002     | DVD single                           | BGM       | [ 16 ] |